# قطعنامه ۱۶۲۵ شورای امنیت
قطعنامه ۱۶۲۵ شورای امنیت سازمان ملل متحد که در تاریخ ۱۴ سپتامبر ۲۰۰۵ تصویب شد، سندی بین‌المللی دربارهٔ تهدید بین‌المللی صلح و امنیت (اجلاس سران شورای امنیت ۲۰۰۵) است. این قطعنامه طی نشست ۵۲۶۱ام با ۱۵ رای موافق، ۰ مخالف و ۰ ممتنع تصویب شد.